# Bundesverband Musikindustrie
Bundesverband Musikindustrie, сокращённо BVMI (в переводе с нем. — «Федеральная ассоциация музыкальной индустрии») — ассоциация, представляющая интересы музыкальной индустрии Германии, состоящей из около 280 лейблов и музыкальных компаний. BVMI была основана в 2007 году путём слияния Федерации производителей фонограмм (нем. Bundesverbandes der Phonographischen Wirtschaft) и немецким отделением Международной федерации производителей фонограмм, и является членом IFPI. Ассоциация отвечает за сертификацию музыкальных произведений в Германии.
Контактный адрес: Reinhardtstraße 29, Берлин

## Сертификации
BVMI присваивает релизам статусы золотых, платиновых и бриллиантовых, а также многократно золотых и платиновых. Статусы присваиваются в следующем порядке: 1х Золотой, 2х Платиновый, 3х Золотой, 2х Платиновый, 5х Золотой и так далее. Статус бриллиантового присваивается только один раз вне зависимости от количества проданных копий.
В 2014 году вышло обновление правил присвоения статусов и для каждой категории они рассчитываются исходя из следующего числа продаж:
Синглы
- Золотой: 200 000 экз.
- Платиновый: 400 000 экз.
- Бриллиантовый: 1 000 000 экз.

Альбомы
- Золотой: 100 000 экз.
- Платиновый: 200 000 экз.
- Бриллиантовый: 750 000 экз.

Видео
- Золотой: 25 000 экз.
- Платиновый: 50 000 экз.

Джаз
- Золотой: 10 000 экз.
- Платиновый: 20 000 экз.